# 若林時英
若林 時英（わかばやし じえい、1999年10月25日 - ）は、日本の俳優である。神奈川県出身。トライストーン・エンタテイメント所属。日出高等学校芸能コース卒業。趣味は映画・舞台鑑賞。特技はダンス（ヒップホップ・ジャズ・タップ・コンテンポラリー）、水泳。

## 略歴
4歳からサッカーを習い始め、木村和司のジュニアスクールに通う。
12歳でレプロエンタテインメントに所属。蜷川幸雄演出の舞台「身毒丸」などで活躍した。
14歳のときにレプロアスターに移籍。映画「ソロモンの偽証」、Hulu「代償」などに少しずつ映像作品に出演するようになる。
17歳にまたレプロエンタテインメントに戻るが、半年後に現在のトライストーン・エンタテイメントに所属。そしてTBS「中学聖日記」と日本テレビ「3年A組-今から皆さんは、人質です-」で立て続けにクラスのお調子者を演じ話題となる。

## 出演

### テレビドラマ
- 素敵な選TAXIスペシャル（2016年4月5日、関西テレビ） - 小山学 役
- 砂の塔〜知りすぎた隣人（2016年10月14日、TBS）
- 犯罪症候群season2（2017年6月11日 - 7月2日、東海テレビ×WOWOW） - 佐島真 役
- まかない荘2（2017年10月17日 - 12月19日、メ～テレ） - 南直人 役
- 京都南署鑑識ファイル12（2018年4月1日、テレビ朝日） - 鳥居翔真 役
- 覚悟はいいかそこの女子。（2018年6月25日 - 7月23日、MBS） - 久瀬龍生 役[1]
- トーキョーエイリアンブラザーズ（2018年7月23日 - 9月24日、日本テレビ） - 小山 役
- 刑事7人 第4シリーズ 第3話（2018年7月25日、テレビ朝日） - 森下正隆 役
- 中学聖日記（2018年10月9日 - 12月18日、TBS） - 九重順一郎 役
  - 中学聖日記 特別編（2020年5月25日 - 6月10日）[2]
- 3年A組 -今から皆さんは、人質です-（2019年1月6日 - 3月10日、日本テレビ） - 兵頭新 役[3][4]
- 俺のスカート、どこ行った? 第9話（2019年6月15日、日本テレビ） - 原田のぶお（高校生時代）役
- 大河ドラマ いだてん〜東京オリムピック噺〜 第39話（2019年10月13日、NHK） - 美濃部清（少年時代）役
- シャーロック 第6話（2019年11月11日、フジテレビ） - 宇井宗司（高校生時代） 役[5]
- 決してマネしないでください。 最終話（2019年12月14日、NHK総合）
- ニッポンノワール-刑事Yの反乱- 最終話（2019年12月15日、日本テレビ） - 兵藤新 役[注 1]
- パパがも一度恋をした（2020年2月1日 - 3月21日、東海テレビ・フジテレビ） - 大垣幹太 役
- きよしこ（2021年3月20日、NHK総合） - 村田 役[6][7][8]
- 顔だけ先生（2021年10月9日 - 12月18日、東海テレビ・フジテレビ） - 小林樹 役[9][10]
- 管理官キング（2022年1月6日、テレビ朝日） -  横峰洋介 役
- ファイトソング（2022年1月11日 - 3月15日、TBS） - ヒデ 役[11]
- ヒル（2022年3月4日 - 5月20日、WOWOW） - チキン 役
- オクトー 〜感情捜査官 心野朱梨〜 第3話（2022年7月21日、読売テレビ・日本テレビ） - 鳥飼一樹 役[12]
- 石子と羽男-そんなコトで訴えます?- 第7話（2022年8月26日、TBS） - 木崎成貴 役[13]
- 青春シンデレラ（2022年10月17日 - 12月25日、朝日放送テレビ） - 佐原正紘 役[14][15]
- 祈りのカルテ 研修医の謎解き診察記録 第9話（2022年12月10日、日本テレビ） - 小笠原一博 役[16]
- Get Ready! 第3話（2023年1月22日、TBS） - 西口亮 役[17]
- ブラザー・トラップ（2023年1月25日 - 3月22日、TBS） - 駒井瑛太 役[18]
- それってパクリじゃないですか? 第6話（2023年5月17日、日本テレビ） - 狩野 役
- スイートモラトリアム（2023年5月24日 - 7月19日、TBS） - 田中広紀 役[19]
- ラストマン-全盲の捜査官- 第8話 - 最終話（2023年6月11日 - 25日、TBS） - 若き山藤憲治 役[20]
- こっち向いてよ向井くん（2023年7月12日 - 9月13日、日本テレビ） - 深町卓也 役[21]
- 恋愛のすゝめ（2023年11月22日 - 2024年1月17日、TBS） - 獅子丸公平 役 [22]
- 松本清張 二夜連続ドラマスペシャル 第一夜「顔」（2024年1月3日、テレビ朝日） - 朝永弘 役
- 広重ぶるう（2024年3月23日、NHK BSプレミアム4K） - 安藤仲次郎 役[23]
- ギークス〜警察署の変人たち〜（2024年7月4日 - 9月19日、フジテレビ） - 野村修二 役[24][25]
- 海に眠るダイヤモンド（2024年10月20日 - 12月22日、TBS）[26]
- Qrosの女 スクープという名の狂気 第3話・最終話（2024年10月21日・12月9日、テレビ東京） - 神谷亭末松 役[27]
- 無能の鷹 第5話（2024年11月8日、テレビ朝日） - 朱雀周人 役[28]
- 霧尾ファンクラブ（2025年4月3日 - 6月5日、中京テレビ・日本テレビ） - 満田充 役[29]
- 魔物 (마물)（2025年4月18日 - 6月13日、テレビ朝日） - 仁川鯨 役[30]
- レプリカ 元妻の復讐 第4話・第6話・第7話（2025年7月28日・8月11日・18日、テレビ東京） - 赤井 役[31]

### 配信ドラマ
- 代償（2016年11月18日、Hulu） - 安藤達也（少年期） 役
- 野武士のグルメ 第3話・第9話（2017年3月17日、Netflix）
- 中学聖日記 スピンオフムービー『聖ちゃんと会う前の僕たち』（2018年9月25日、YouTube） - 九重順一郎 役[32]
- 3年A組-今から皆さんだけの、卒業式です-（2019年3月10日・17日、Hulu） - 兵頭新 役[33]
- 僕らが殺した、最愛のキミ（2021年9月17日 - 10月8日、TELASA） - 若葉大翔 役[34]
- First Love 初恋（2022年11月24日、Netflix） - 河野凡二（少年時代）役[35]

### TVバラエティ
- 痛快TV スカッとジャパン（フジテレビ）
  - 町の悪いヤツらを撃退!正義の10連発（2015年4月6日）
  - 俺は20歳!（2015年7月20日）
  - ケチケチパパ（2017年5月1日）飯田真治 役
- オトナヘノベル（2016年2月18日、NHK Eテレ）[36]
- 突然ですが占ってもいいですか？（2022年5月30日、フジテレビ）[37]

### 映画
- ソロモンの偽証 前篇・後篇（2015年3月7日・4月11日、松竹） - 向坂行夫 役
- いぬやしき（2018年4月20日、東宝）
- 友罪（2018年5月25日、ギャガ） - 真鍋カズキ 役
- 兄友（2018年5月26日、ティ・ジョイ） - 吉岡 役
- 覚悟はいいかそこの女子。（2018年10月12日、東映） - 久瀬龍生 役[38]
- 町田くんの世界（2019年6月7日、ワーナー・ブラザース映画）
- 劇場版 仮面ライダージオウ Over Quartzer（2019年7月26日、東映） - 牛三 役[39]
- JKエレジー（2019年8月9日、16bit.） - タケル 役
- ひとよ（2019年11月8日、日活） - 和樹 役
- 思い、思われ、ふり、ふられ （2020年8月14日、東宝） - 柴歩 役
- 461個のおべんとう（2020年11月6日、東映） - 田辺章雄 役[40]
- 砕け散るところを見せてあげる（2021年4月9日、イオンエンターテイメント）
- 胸が鳴るのは君のせい（2021年6月4日、東映・2022年2月9日[41]、韓国） - 高岡俊樹 役[42]
- 20歳のソウル（2022年5月27日、日活） - 田崎洋一 役[43][44]
- グッバイ・クルエル・ワールド（2022年9月9日、ハピネットファントム・スタジオ） - 浜田の手下 役[45]
- 海の夜明けから真昼まで（2022年9月19日、「海の夜明けから真昼まで」製作チーム・ARARAT） - 岸田 役[46]
- ＃マンホール（2023年2月10日、ギャガ）[47]
- 世界の終わりから（2023年4月7日、ナカチカ） - タケル 役[48]
- TOKYO RED 鉛丹（2024年1月5日） - 北條 役[49]
- ブルーピリオド（2024年8月9日、ワーナー・ブラザース） - 純田勝矢 役
- パリピ孔明 THE MOVIE（2025年4月25日、松竹）[50]

### 舞台
- 飛電伝（2011年）
- 身毒丸（2011年、演出：蜷川幸雄）
- ウェルカムホーム（2013年）
- 青い月の夜（2013年）
- Wonderful Family （2015年）
- 愚か者（2015年）
- 新釈・ロクモンセン真田十勇士伝説（2015年） - 猿飛佐助 役
- エレメンタル ホスピタル（2016年5月10日 - 15日）
- IN EASY MOTION 特別公演「死にたいほどの夜」（2017年1月13日 - 15日）
- BASED ON A TRUE STORY あなたは生まれ変わりを信じますか?（2017年4月24日 - 30日、シアターグリーン）
- ラケット（2018年4月25日 - 29日、神保町花月） - 主演[51]
- 冬の時代（2020年3月20日 - 29日、東京芸術劇場　シアターウエスト）[52]
- 138億年未満（2024年11月23日 - 12月8日、本多劇場 / 12月12日 - 16日、サンケイホールブリーゼ） - 福武長一 役[53]

### ラジオドラマ
- FMシアター 告白の対価（2020年1月18日、NHK-FM）[54]

### CM
- バンホーテン・ミルクココア MAMAMETAL　二度寝篇（2015年）
- TOYOTA PASSO 教えて!マツコ先生　授業篇「小回り」の巻（2016年）
- クラッシュロワイヤル イケメン篇（2017年）
- 新潟工科大学　行こーぜ工科大!（2017年6月 - ）
- KIRIN サッカー日本代表応援CM（2017年7月 - ）[55]
- サントリーPOP メロンソーダ「POP青春」第2弾・第3弾（2017年12月 - ）[56]
- ユニバーサル・スタジオ・ジャパン「青春は一瞬で、無限大だ。2019年秋篇」（2019年9月 - ）
- Meiji Seika ファルマ株式会社「守ることは、挑むこと。」篇（2020年7月 - ）

### ミュージック・ビデオ
- GReeeeN「ノスタルジア」（2019年4月12日）
- スカート「ずっとつづく」（2019年6月19日）
- リュックと添い寝ごはん「long good-bye」（2024年3月20日、アルバム『Terminal』収録曲[57]）
- Aile The Shota 「踊りませんか？」（2024年8月4日）